# Убяд
Убяд (пол. Ubiad) — село в Польщі, у гміні Хелмець Новосондецького повіту Малопольського воєводства.
Населення — 591 особа (2011).

## Демографія
Демографічна структура станом на 31 березня 2011 року:
|          | Загалом | Допрацездатний вік | Працездатний вік | Постпрацездатний вік |
| -------- | ------- | ------------------ | ---------------- | -------------------- |
| Чоловіки | 302     | 86                 | 189              | 27                   |
| Жінки    | 289     | 77                 | 169              | 43                   |
| Разом    | 591     | 163                | 358              | 70                   |